# Liste der Nummer-eins-Hits in Belgien
Die Nummer-eins-Hits der Musikbranche in Belgien werden seit 1995 wöchentlich von Ultratop ermittelt. Als Maßstab gelten die Verkaufszahlen der Singles. In Belgien werden die Ultratop-Charts nicht landesweit in einer einzigen Liste, sondern getrennt nach niederländischsprachigem (Flandern) und französischsprachigem (Wallonie) Gebiet ermittelt. Die erste Nummer eins in Flandern war Kamiel Spiessens mit Het isj nie moeilijk, het isj gemakkelijk und in der Wallonie waren es The Cranberries mit Zombie.

## Deutsche Künstler mit Nummer-eins-Hits
| Singles (24) |
| --- |
| - Peter Maffay – Du, 1971, 4 Wochen - Peter Orloff – Ein Mädchen für immer, 1971, 1 Woche - Vicky Leandros – Après toi, 1972, 1 Woche - Freddy Breck – Überall auf der Welt, 1973, 1 Woche - Freddy Breck – Bianca, 1973, 3 Wochen - Marianne Rosenberg – Ich bin wie du, 1976, 1 Woche - Boney M. – Daddy Cool, 1976, 3 Wochen - Boney M. – Sunny, 1977, 1 Woche - Boney M. – Ma Baker, 1977, 6 Wochen - Boney M. – Rivers of Babylon / Brown Girl in the Ring, 1978, 8 Wochen - Boney M. – Hooray Hooray It's a Holi-Holiday, 1979, 2 Wochen - Goombay Dance Band – Sun of Jamaica, 1980, 2 Wochen - Roland Kaiser – Santa Maria, 1980, 7 Wochen - Nicole – Ein bißchen Frieden / Een beetje vrede, 1982, 3 Wochen - Nena – 99 Luftballons, 1983, 4 Wochen - DÖF – Codo … düse im Sauseschritt, 1983, 3 Wochen - Modern Talking – You’re My Heart, You’re My Soul, 1985, 5 Wochen - Milli Vanilli – Girl I’m Gonna Miss You, 1989, 4 Wochen - Matthias Reim – Verdammt, ich lieb’ Dich, 1990, 5 Wochen - Enigma – Sadness Pt. I, 1990, 4 Wochen - Scorpions – Wind of Change, 1991, 1 Woche - SNAP! – Rhythm Is a Dancer, 1992, 2 Wochen - Culture Beat – Mr. Vain, 1993, 4 Wochen - Culture Beat – Go to Get It, 1993, 2 Wochen |

### Belgien Flandern
| Singles (11) | Alben (1)                                |
| --- | ---------------------------------------- |
| - Mark ’Oh – Tears Don’t Lie, 1995, 1 Woche - Sash! feat. Rodriguez – Ecuador, 1997, 4 Wochen - Scooter – How Much Is the Fish?, 1998, 3 Wochen - Lou Bega – Mambo No.5 (A Little Bit of…), 1999, 6 Wochen - The Underdog Project & The Sunclub – Summer Jam 2003, 2003, 9 Wochen - Schnappi – Das kleine Krokodil, 2005, 8 Wochen - Asaf Avidan & The Mojos / Wankelmut – One Day / Reckoning Song, 2012, 5 Wochen - Mr. Probz – Waves (Robin Schulz Remix), 2014, 5 Wochen - Lilly Wood & the Prick and Robin Schulz – Prayer in C, 2014, 6 Wochen - Omi – Cheerleader (Felix Jaehn Remix), 2015, 5 Wochen - Álvaro Soler – Sofia, 2016, 1 Woche | - The Baseballs – Strike!, 2010, 1 Woche |

### Belgien Wallonien
| Singles (7) |
| --- |
| - Lou Bega – Mambo No.5 (A Little Bit of…), 1999, 9 Wochen - The Underdog Project & The Sunclub – Summer Jam 2003, 2003, 4 Wochen - Asaf Avidan & The Mojos / Wankelmut – One Day / Reckoning Song, 2012, 11 Wochen - Milky Chance – Stolen Dance, 2014, 4 Wochen - Lilly Wood & the Prick & Robin Schulz – Prayer in C, 2014, 15 Wochen - Omi – Cheerleader (Felix Jaehn Remix), 2015, 7 Wochen - Topic feat. A7S – Breaking Me, 2020, 2 Wochen - Sam Smith feat. Kim Petras – Unholy, 2022, 2 Wochen |

## Belgien Wallonien

### Künstler, die sich selbst auf Platz eins ablösten
- 2013:  Stromae – „Formidable“ → „Papaoutai“
- 2014:  Coldplay – „Midnight“ → „A Sky Full of Stars“

## „Dauerbrenner“
In der nachfolgenden Statistik sind Künstler und Titel aufgeführt, die über einen sehr langen Zeitraum an der Spitze der Belgien Charts standen bzw. insgesamt mindestens 10 Wochen den ersten Platz der Belgien Charts erreichten.

### 11 Wochen
- Bryan Adams – (Everything I Do) I Do It for You (10. August – 25. Oktober 1991)

## Belgien Flandern

### 17 Wochen
- Tones and I – Dance Monkey (28. September 2019 – 24. Januar 2020)
- The Weeknd – Blinding Lights (25. Januar – 1. Mai, 16. Mai – 22. Mai, 30. Mai – 12. Juni 2020)

### 16 Wochen
- Fixkes – Kvraagetaan (3. März – 15. Juni, 23. Juni – 29. Juni 2007)
- Miley Cyrus – Flowers (21. Januar – 10. März, 18. März – 19. Mai 2023)

### 15 Wochen
- Ed Sheeran – Shape of You (21. Januar – 28. April, 6. Mai – 12. Mai 2017)
- Ava Max – Sweet but Psycho (1. Dezember 2018 – 15. März 2019)

### 14 Wochen
- Justin Timberlake – Can’t Stop the Feeling! (28. Mai – 12. August, 20. August – 2. September, 10. September – 16. September 2016)
- Ed Sheeran – Perfect (7. Oktober – 13. Oktober, 4. November – 10. November, 18. November 2017 – 9. Februar 2018)
- Harry Styles – As It Was (9. April – 20. Mai, 28. Mai – 22. Juli 2022)

### 13 Wochen
- Calvin Harris feat. Dua Lipa – One Kiss (28. April – 27. Juli 2018)

### 12 Wochen
- Las Ketchup – The Ketchup Song (Asereje) (31. August – 22. November 2002)
- Crazy Frog – Axel F (4. Juni – 26. August 2005)
- Gotye feat.  Kimbra – Somebody That I Used to Know (27. August – 18. November 2011)
- Luis Fonsi feat. Daddy Yankee – Despacito (3. Juni – 25. August 2017)

### 11 Wochen
- Amy Macdonald – This Is the Life (28. Juni – 12. September 2008)
- Adele – Hello (28. November 2015 – 22. Januar 2016)
- Lil Nas X – Old Town Road (4. Mai – 19. Juli 2019)
- Adele – Easy on Me (23. Oktober – 24. Dezember 2021, 8. Januar – 21. Januar 2022)

### 10 Wochen
- Andrea Bocelli – Con te partirò (2. März – 10. Mai 1996)
- Aqua – Barbie Girl (8. November 1997 – 16. Januar 1998)
- Steps – Last Thing on My Mind (23. Mai – 31. Juli 1998)
- Ruslana – Wild Dances (5. Juni – 13. August 2004)
- Hozier – Take Me to Church (13. September – 21. November 2014)
- Lukas Graham – 7 Years (30. Januar – 18. März, 26. März – 16. April 2016)
- Marco Borsato, Armin van Buuren & Davina Michelle – Hoe het danst (20. Juli – 27. September 2019)
- Master KG feat.  Burna Boy &  Nomcebo Zikode – Jerusalema (Remix) (22. August – 30. Oktober 2020)

## Belgien Wallonien

### 20 Wochen
- Miley Cyrus – Flowers (28. Januar – 16. Juni 2023)

### 18 Wochen
- Adele – Hello (31. Oktober 2015 – 4. März 2016)
- Dua Lipa &  Angèle – Fever (7. November 2020 – 5. März 2021, 13. März – 19. März 2021)

### 17 Wochen
- Las Ketchup – The Ketchup Song (Aserejé) (7. September 2002 – 3. Januar 2003)
- Pharrell Williams – Happy (11. Januar – 11. April, 26. April – 2. Mai, 17. Mai – 6. Juni 2014)
- Tones and I – Dance Monkey (5. Oktober 2019 – 31. Januar 2020)

### 15 Wochen
- Céline Dion – Pour que tu m'aimes encore (13. Mai – 25. August 1995)
- Lilly Wood & the Prick and  Robin Schulz – Prayer in C (Robin Schulz Remix) (19. Juli – 31. Oktober 2014)
- Ed Sheeran – Shape of You (4. Februar – 19. Mai 2017)
- Luis Fonsi feat. Daddy Yankee – Despacito (20. Mai – 1. September 2017)

### 14 Wochen
- Coolio feat.  L. V. – Gangsta's Paradise (2. Dezember 1995 – 8. März 1996)
- Philippe d’Avilla,  Damien Sargue &  Grégori Baquet – Les rois du monde (2. September – 8. Dezember 2000)

### 13 Wochen
- Crazy Frog – Axel F (16. Juli – 14. Oktober 2005)

### 12 Wochen
- Ilona Mitrecey – Un monde parfait (23. April – 15. Juli 2005)
- Grégoire – Toi + moi (8. November 2008 – 30. Januar 2009)
- Lil Nas X – Old Town Road (22. Juni – 13. September 2019)
- The Weeknd – Blinding Lights (1. Februar – 20. März, 28. März – 1. Mai 2020)
- Rema – Calm Down (23. Juli – 14. Oktober 2022)

### 11 Wochen
- R. Kelly – If I Could Turn Back the Hands of Time (6. November – 24. Dezember 1999, 1. Januar – 28. Januar 2000)
- Garou – Seul (16. Dezember 2000 – 2. März 2001)
- O-Zone – Dragostea din tei (15. Mai – 30. Juli 2004)
- K-Maro – Femme Like U (Donne moi ton corps) (31. Juli – 15. Oktober 2004)
- Michel Teló – Ai Se Eu Te Pego! (28. Januar – 13. April 2012)
- Asaf Avidan & the Mojos – One Day / Reckoning Song ( Wankelmut Remix) (18. August – 2. November 2012)
- Martin Garrix – Animals (31. August – 15. November 2013)
- Kungs vs.  Cookin’ on 3 Burners – This Girl (4. Juni – 5. August, 3. September – 16. September 2016)
- Ed Sheeran – Perfect (18. November 2017 – 2. Februar 2018)
- Maître Gims &  Vianney – La même (7. April – 22. Juni 2018)
- Dynoro &  Gigi D’Agostino – In My Mind (29. September – 23. November,  1. Dezember – 21. Dezember 2018)

### 10 Wochen
- Gala – Freed from Desire (7. Dezember 1996 – 14. Februar 1997)
- Ricky Martin – Maria (Un, dos, tres) (10. Mai – 18. Juli 1997)
- Céline Dion – My Heart Will Go On (28. Februar – 8. Mai 1998)
- Yannick – Ces soirées-là (3. Juni – 11. August 2000)
- Daddy DJ – Daddy DJ (7. April – 15. Juni 2001)
- Star Academy – La musique (15. Dezember 2001 – 22. Februar 2002)
- Fatal Bazooka – Fous ta cagoule (16. Dezember 2006 – 23. Februar 2007)
- Lykke Li – I Follow Rivers (22. Oktober – 23. Dezember 2011,  7. Januar – 13. Januar 2012)
- Master KG feat.  Burna Boy &  Nomcebo Zikode – Jerusalema (Remix) (22. August – 25. September, 3. Oktober – 6. November 2020)
- Stromae – L’enfer (22. Januar – 4. Februar, 26. Februar – 8. April, 16. April – 29. April 2022)